# 第一代威斯摩蘭伯爵拉爾夫·內維爾
拉爾夫·內維爾（Ralph Neville, 1st Earl of Westmorland，約1364年—1425年10月21日），第一代威斯摩蘭伯爵，英格蘭貴族內維爾家族的成員。

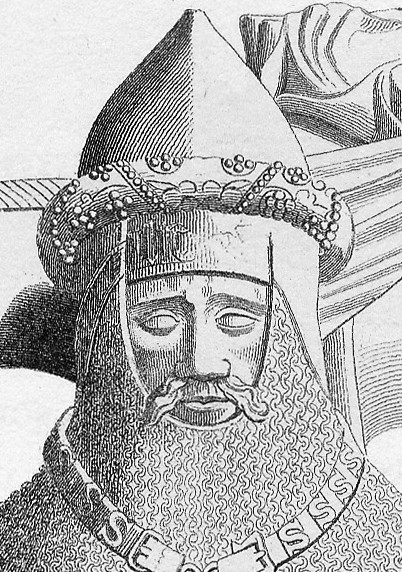
拉爾夫·內維爾

他的第一任妻子是瑪格麗特·斯塔福德（Margaret Stafford），他們有三個孩子：菲莉琶、約翰、安妮。
他的第二任妻子是瓊安·博福特，岡特的約翰的女兒。他們的子女：
- 凱瑟琳·內維爾（英语：Katherine Neville, Duchess of Norfolk）
- 埃莉諾·內維爾（英语：Eleanor Neville, Countess of Northumberland）
- 理察·內維爾
- 威廉·內維爾
- 安妮·內維爾（英语：Anne Neville, Duchess of Buckingham）（嫁給白金漢公爵）
- 塞西莉·內維爾（嫁給約克公爵）